# Pogonioefferia nemoralis
Pogonioefferia nemoralis là một loài ruồi trong họ Asilidae. Pogonioefferia nemoralis được Hine miêu tả năm 1911. Loài này phân bố ở vùng Tân Bắc giới.